# ブダシリ
ブダシリ（Budaširi）は、モンゴル帝国（元）のカアンの文宗トク・テムルの皇后。漢字表記は不答失里。コンギラト部族の有力家系である魯王家の出身。母はトク・テムルの父のカイシャンの姉妹のサンガラギで、母方を通じてトク・テムルの従姉妹に当たる。

## 概要
カアン家と代々通婚してきた名門の娘であることから即位以前の王族トク・テムルの正夫人となり、トク・テムルが懐王に封ぜられて江南に住まわされたのに従った。天暦元年（1328年）、トク・テムルが軍閥のエル・テムルに擁立されて即位すると皇后に立てられる。夫との間にはエル・テグスらの子があった。
至順3年（1332年）8月にトク・テムルが没すると、権臣エル・テムルはトク・テムルの子のエル・テグスの擁立を望んだが、皇后ブダシリはトク・テムルの遺言を尊重するとして、トク・テムルの兄の明宗コシラの遺児を後継者に立てることを主張した。エル・テムルは、コシラの遺児を擁立するにあたり、権勢を維持するために広西に流されている年長の兄のトゴン・テムルの即位を望まず、わずか7歳の弟のリンチンバルを選んだ。リンチンバルがカアンに即位すると11月にブダシリは皇太后となったが、即位からわずか2カ月後の12月にリンチンバルは病死した。
エル・テムルは再びエル・テグスの擁立をブダシリに望んだが、ブダシリはエル・テグスがカアン位を継ぐにはまだ幼いことを理由に固辞し、コシラの長男のトゴン・テムルが13歳であるからこれを立てるのが適当であると主張した。このため、ブダシリの意志によりトゴン・テムルが広西から呼び戻されて即位し、ブダシリは太皇太后の尊号を奉られて摂政したが、政治の実権は軍閥のエル・テムル、ついでエル・テムルの死後には別の軍閥のバヤンの手にあって、ブダシリとトゴン・テムルは傀儡に過ぎなかった。
しかし、トゴン・テムルは成長して20代に入るころには実権がないことを堪え難く感じるようになった。後至元6年（1340年）、トゴン・テムルはバヤンの専制政治に不満をもっていたバヤンの甥のトクトと結んでクーデターを起こさせ、バヤンを打倒した。この政変の煽りでバヤンによってトゴン・テムルの後継者に内定していたエル・テグスは皇太子を廃され、実母の太皇太后ブダシリとともに追放された。エル・テグスは高麗に流される途中で殺害され、ブダシリも追放先の東安州で急死した。